# Beatrice Lorenzin

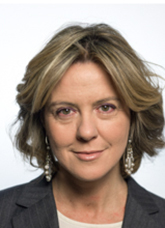
Beatrice Lorenzin (2018)

Beatrice Lorenzin (* 14. Oktober 1971 in Rom) ist eine italienische Politikerin (FI, PdL, NCD, PD). Sie ist seit 2008 Mitglied der Abgeordnetenkammer und war von 2013 bis 2018 Gesundheitsministerin.

## Leben
Lorenzins Vater stammte aus Istrien; er kam 1947 als Flüchtling nach Rom, wo er eine Florentinerin heiratete. Beatrice Lorenzin absolvierte ein humanistisches Gymnasium und war danach unter anderem als Journalistin für eine Lokalzeitung tätig.
1996 trat sie Silvio Berlusconis Partei Forza Italia bei und wurde im folgenden Jahr Stadtbezirksrätin in Rom, 2001 dann Stadträtin. Von 2004 bis 2006 arbeitete sie als Leiterin des technischen Sekretariats für einen Staatssekretär im Amt des Ministerpräsidenten, Paolo Bonaiuti. 2005 wurde sie Parteikoordinatorin von Forza Italia in der Region Latium, 2006 nationale Parteikoordinatorin für Jugendarbeit. Im April 2008 wurde Lorenzin Abgeordnete in der Camera dei deputati für die aus Forza Italia hervorgegangene Mitte-rechts-Partei Il Popolo della Libertà (PdL). Im Kabinett Letta („Große Koalition“ aus Partito Democratico, PdL und Scelta Civica) war sie ab 28. April 2013 Gesundheitsministerin.
Als Silvio Berlusconi mit seiner Partei die Regierung verließ, gründete Lorenzin mit dem damaligen Innenminister Angelino Alfano sowie einer Reihe weiterer PdL-Minister und -Abgeordneter im November 2013 die Partei Nuovo Centrodestra (NCD), die die Koalition fortführte. Sie behielt das Amt der Gesundheitsministerin auch in den Kabinetten Renzi (2014–16) und Gentiloni (bis 1. Juni 2018). Ihre Kampagne zur Erhöhung der Geburtenrate erntete im Jahr 2016 viel Kritik, unter anderem von Premierminister Renzi. Die NCD wandelte sich im März 2017 in die Partei Alternativa Popolare (AP) um.
Bei den Parlamentswahlen in Italien 2018 war Lorenzin Spitzenkandidatin der Liste Civica Popolare. Diese bestand aus kleinen bürgerlichen Mitte-Parteien (AP, Centristi per l’Europa, Italia dei Valori, Unione per il Trentino), die die Mitte-links-Koalition unter Matteo Renzi fortführen wollten, und erhielt 0,5 % der Stimmen. Nur dank einer Absprache mit Renzis Partito Democratico (PD) errang Lorenzin das Direktmandat im Wahlkreis Emilia-Romagna 9 (Modena). Sie saß anschließend in der „gemischten Gruppe“ fraktionsloser Abgeordneter. Im September 2019 verließ Lorenzin die AP und trat der PD bei.
Lorenzin ist 2015, im Alter von 43 Jahren, Mutter von Zwillingen geworden.